# Бријесница Доња
Бријесница Доња је насељено мјесто у граду Лукавац, у Федерацији Босне и Херцеговине, у Босни и Херцеговини.
Према попису становништва из 2013. у насељу је живјело 80 становника.

## Географија
Налази се на Озрену.

## Становништво
| Националност       | 2013. | 1991. | 1981. | 1971. |
| Срби               | 73    | 908   | 1.040 | 1.052 |
| Муслимани          | 4     |       | 1     | 1     |
| Хрвати             | 2     | 1     | 2     |       |
| Југословени        |       | 6     | 5     |       |
| остали и непознато | 1     | 1     |       | 4     |
| Укупно             | 80    | 916   | 1.048 | 1.057 |